# Паде, Анри Эжен
Анри Эжен Паде (фр. Henri Eugène Padé, 17 декабря 1863, Абвиль — 9 июля 1953, Экс-ан-Прованс) — французский математик, ученик Шарля Эрмита. Известен своими работами об аппроксимации функций: метод, предложенный Паде в докторской диссертации, носит его имя.

## Биография
Анри Паде родился 17 декабря 1863 года в городе Абвиль, который находится в Пикардии, области на севере Франции. В 1881 году он получил степень бакалавра в родном городе, после чего отправился продолжать своё обучение в Париже.
В 1886 году он получает степень agrégation de mathématiques, начинает работать учителем и пытается публиковать свои работы (первая была напечатана в 1888 году).
В 1889 году Паде уезжает в Германию, учится сначала в Лейпциге, а затем в Гёттингене у Феликса Клейна и Карла Шварца. Вернулся во Францию в 1890 году, продолжил преподавание, одновременно работая над своей докторской диссертацией под руководством Шарля Эрмита.
В 1892 году он представил свою диссертацию под названием «Sur la representation approchee d’une fonction par des fractions rationelles» в Сорбонне. Метод приближения функций, описанный в этой работе, позже получил название «аппроксимация Паде».
В 1906 году Паде получил гран-при Французской Академии наук, в том же году он был приглашён на место декана факультета естественных наук в университет Бордо. К 1908 году он написал 41 работу, 29 из которых так или иначе были посвящены аппроксимации. Хотя он достаточно подробно проработал её в своих публикациях, среди других математиков идея стала популярна только после выхода книги Эмиля Бореля, в которой он дал своё описание аппроксимантам Паде.